# Мура (река)
Вижте пояснителната страница за други значения на Мура.
Мура или Мур (на словенски, хърватски и унгарски: Mura; на немски: Mur) е река в Австрия (провинции Залцбург и Щирия), Словения (Помурски регион), Хърватия (жупании Междумурска и Копривнишко-крижевска) и Унгария (области Зала и Шомод), ляв приток на река Драва (десен приток на Дунав). Дължината ѝ е 464 km, а площта на водосборния ѝ басейн – 14 109 km². Реката дава името на словенския регион Помурски и хърватската жупания Междумурие.

## Географска характеристика

### Извор, течение, устие
Река Мур води началото си от езерото Карвасерзе, разположено на височина 1897 m, на северния склон в източната част на хребета Висок Тауерн, в Австрийските Алпи, в югоизточната част на провинция Залцбург. До град Брук ан дер Мур тече в посока изток-североизток в дълбока и тясна долина между масивите Нисък Тауерн, Айзенерцки Алпи и Хохшваб на север и масивите Висок Таурн, Гуркталски, Зеталски и Глайнски Алпи на юг. След Брук ан дер Мур Мур рязко завива на юг, чрез дълбок и живописен пролом преодолява крайните източни разклонения на Алпите между Глайнските Алпи на запад и Фишбахските Алпи на изток, при град Грац излиза от планините и навлиза в крайната югозападна, хълмиста част на Среднодунавската низина. След австрийския град Шпилфелд на протежение около 33 km тече по границата между Австрия и Словения, а при словенския град Раденци изцяло навлиза на словенска територия. Оттук до устието си Мура тече в югоизточна посока: 28 km по територията на Словения, 34 km по границата между Словения и Хърватия и 43 km по границата между Хърватия и Унгария. Влива се отляво в река Драва на 135 m н.в. при хърватското село Леград.

### Водосборен басейн, притоци
На юг водосборният басейн на Мура (Мур) граничи с водосборните басейни на реките Песница, Лавант, Гурк и Лизер (леви притоци на Драва), а на запад, север и североизток – с водосборните басейни на реките Ин, Енс, Трайзен, Лайта, Раба и Шио (десни притоци на Дунав). В тези си граници площта на водосборния басейн на Мура възлиза на 14 109 km² (35,13% от водосборния басейн на Драва). Най-голямо протежение реката има в Австрия (326 km), Словения (95 km, в т.ч. 28 km в Словения и 67 km по границите на Словения с Австрия и Хърватия) и 43 km по границата между Хърватия и Унгария.
Основни притоци: леви – Мюрц 98 km / 1505 km², Ледава 78 km / 1940 km²; десни – Кайнах 64 km / 852 km², Шчавница 56 km / 288 km².

### Хидроложки показатели
Мура има ясно изразено пролетно пълноводие в резултат от топенето на снеговете в Алпите и зимно маловодие, като за реката са характерни епизодични лятно-есенни прииждания в резултат от поройни дъждоне във водосборния ѝ басейн. Средният годишен отток в устието ѝ е 166 m³/sec.

## Стопанско значение, градове
Река Мура (Мур) е плавателна за плиткогазещи съдове до австрийския град Грац. В миналото, преди развитието на железопътната мрежа, по нея се е транспортирал дървен материал и други стоки. В Австрия по течението ѝ и по някои от притоците ѝ е изградена каскада от 27 малки ВЕЦ-а.
По цялото си протежение долината на реката е гъсто заселена. По-големите селища са градовете:
- Австрия – Юденбург, Целтвег, Кнителфелд, Леобен, Брук ан дер Мур, Фронлайтен, Грац, Лайбниц;
- Словения – Раденци;
- Хърватия – Мурско Средище, Коториба;
- Унгария – Муракерестур.[1]

## Други
На река Мур е наречена улица в кварталите „Манастирски ливади“ и „Бъкстон“ в София (Карта).